# Cambron-Casteau
Cambron-Casteau (pcd. Cambron Castiau, wa. Cambron-Tchestea) – dzielnica (section) gminy Brugelette w Belgii, w Regionie Walońskim, w prowincji Hainaut, w okręgu Ath. 1 stycznia 2020 roku liczyła 310 mieszkańców. Do 31 grudnia 1976 samodzielna gmina.

## Demografia
Liczba mieszkańców, stan na 1 stycznia:
| Rok                | 1930 | 1947 | 1961 | 2020 |
| ------------------ | ---- | ---- | ---- | ---- |
| Liczba mieszkańców | 462  | 415  | 363  | 310  |

## Transport
Przez teren dzielnicy przebiegają drogi regionalne N56 i N523.